# Bua heds naturreservat
Bua hed är ett naturreservat i Askums socken i Sotenäs kommun i Bohuslän. Reservatet som hör till EU-nätverket Natura 2000 är en halvö i utloppet av Åbyfjorden. Heden består av sandavlagringar som gör vegetationen mycket slitagekänslig. Vegetationen består huvudsakligen av ljunghedar med inslag av kråkris. Reservatet inrättades 1977 och är omkring 80 hektar stort. Det förvaltas av Västkuststiftelsen.

## Bilder

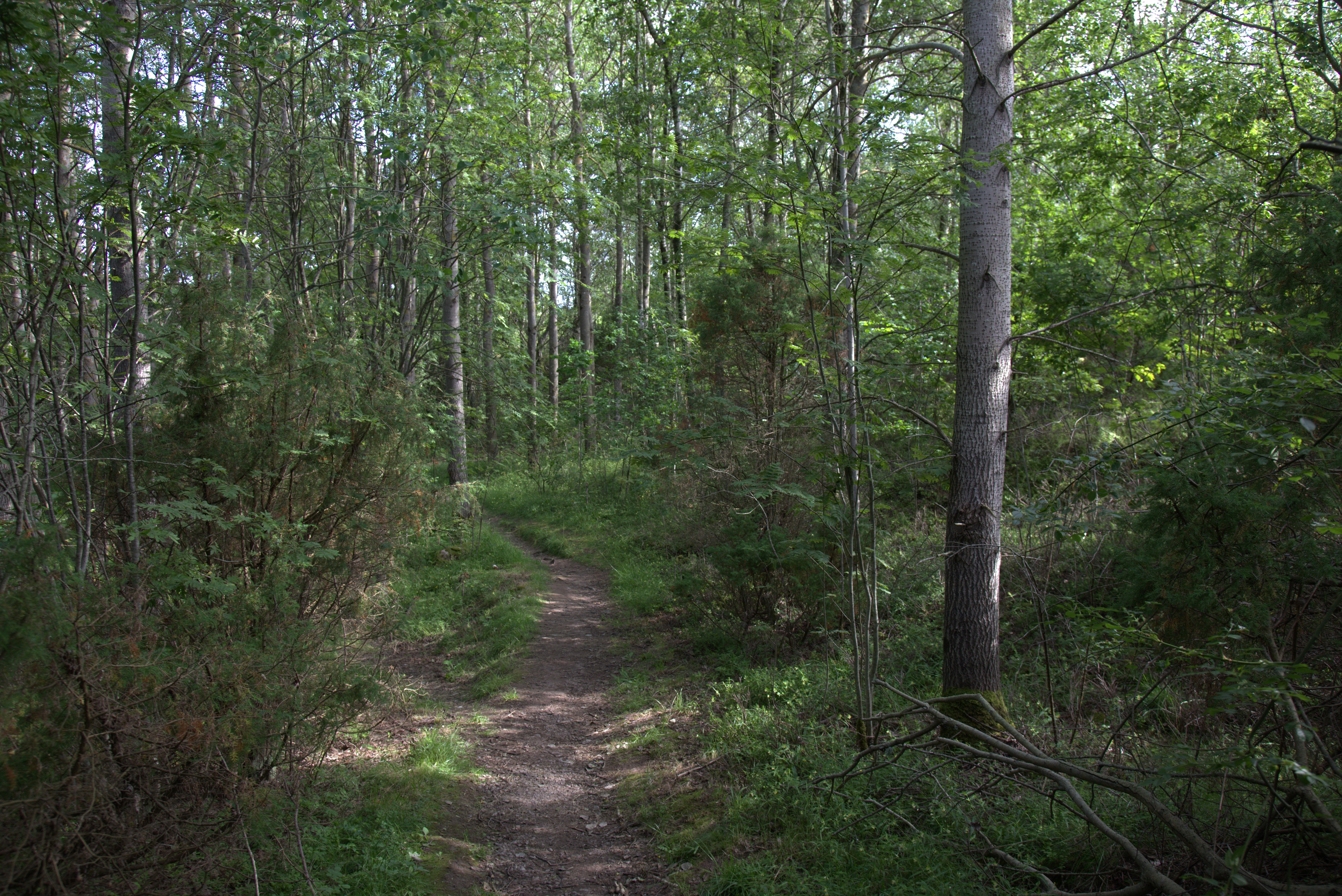
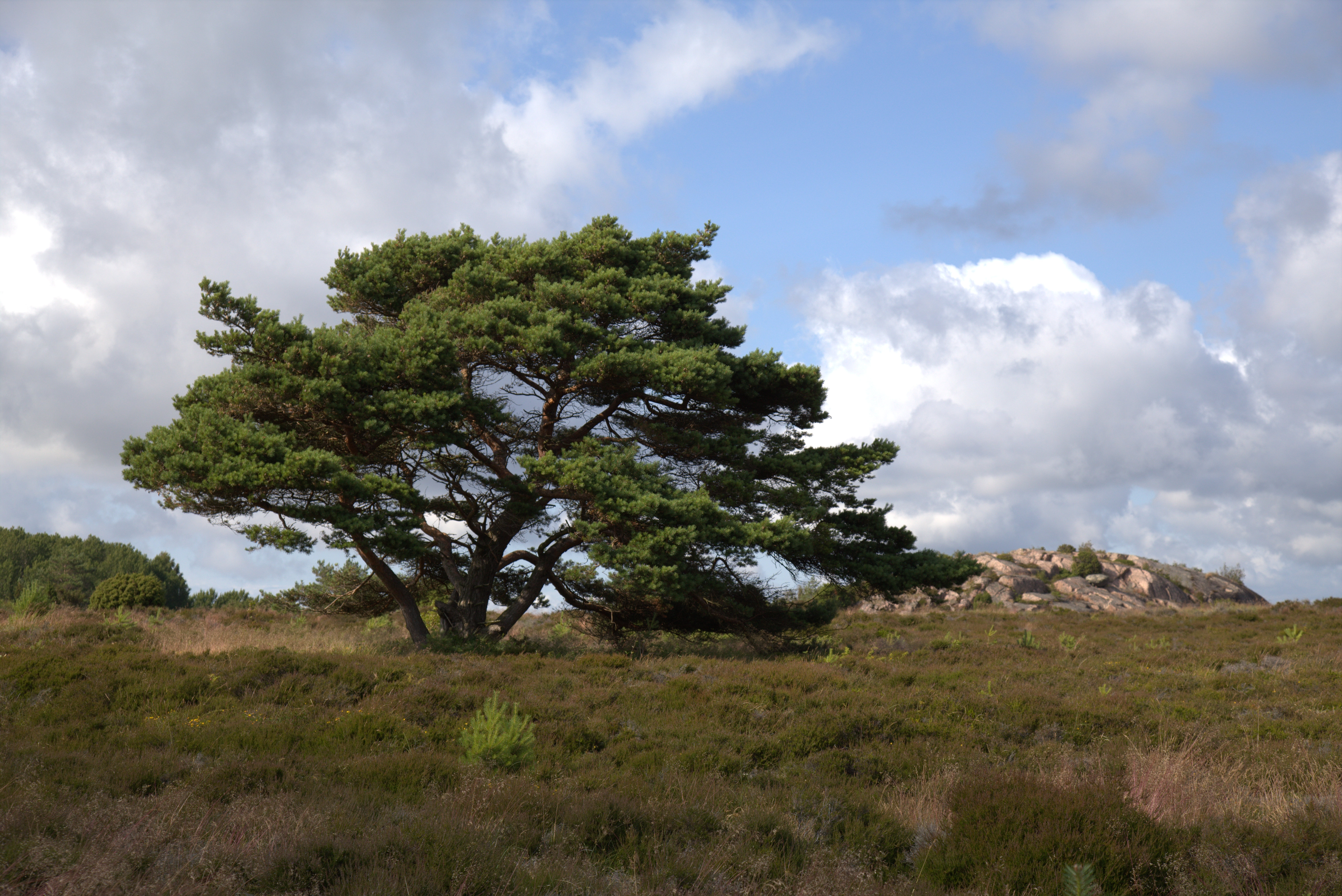
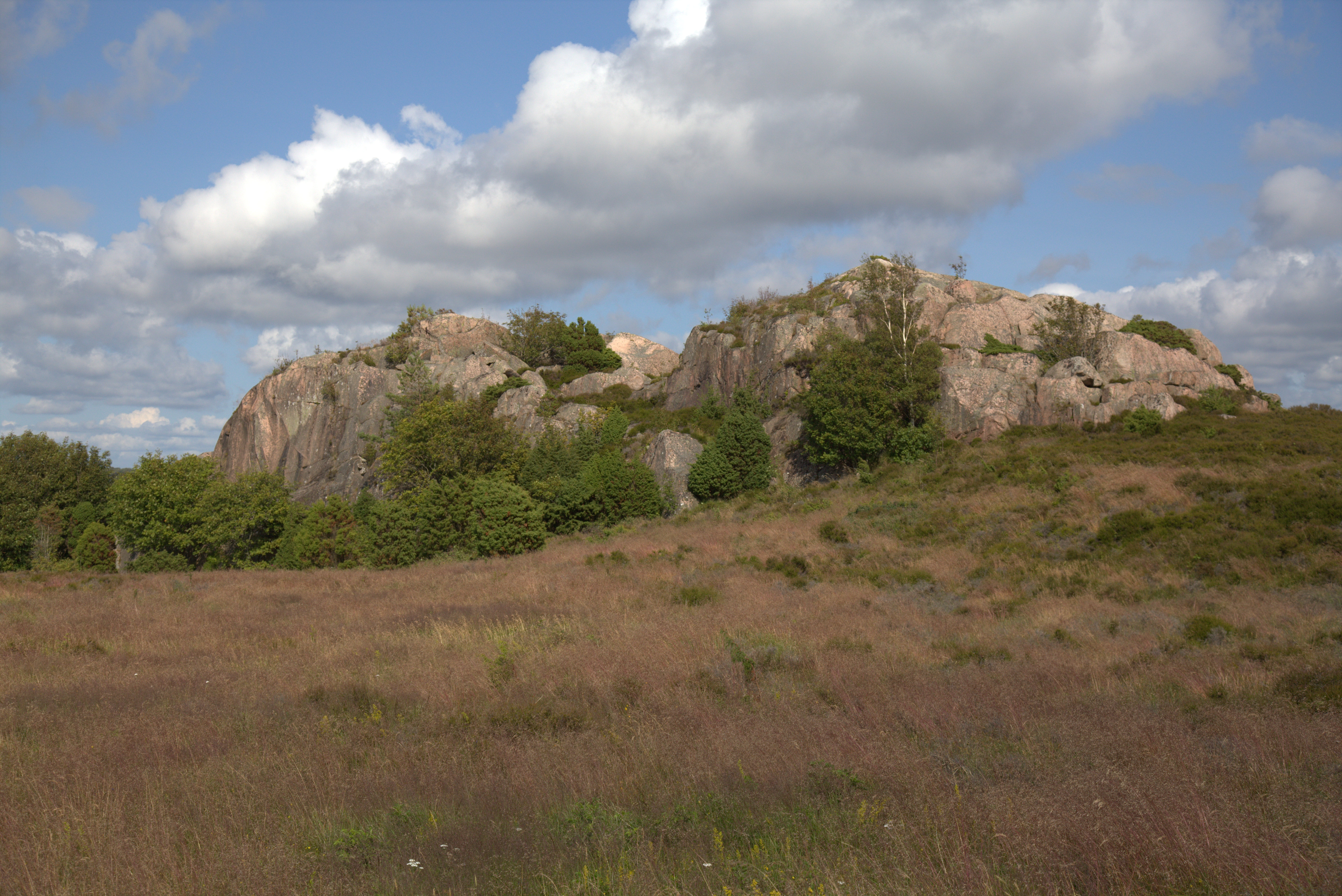
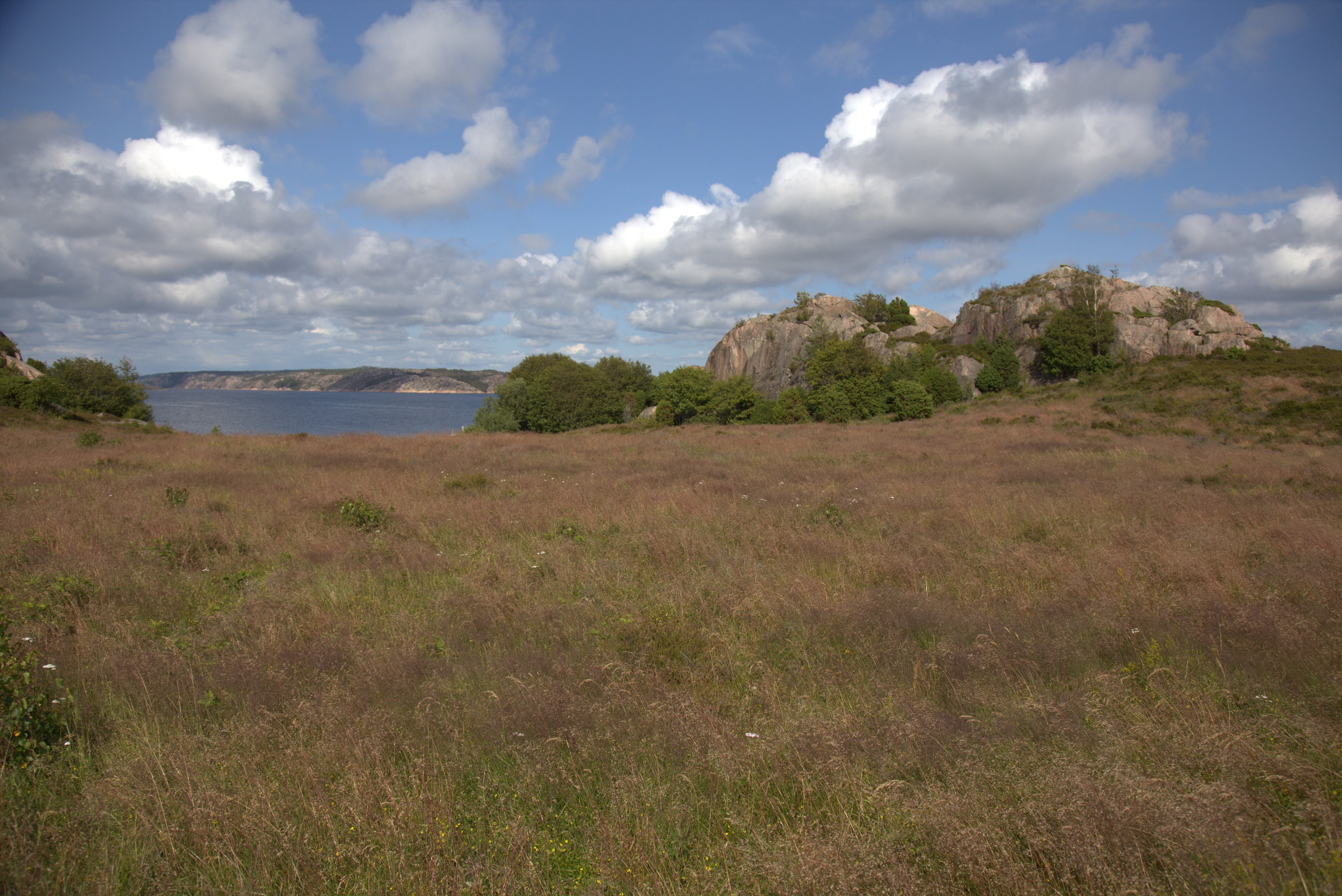